# Eethen
Eethen è una località e un'ex-municipalità dei Paesi Bassi situata nella provincia del Brabante Settentrionale. Soppressa il 1º gennaio 1973, il suo territorio, assieme a quello delle ex-municipalità di Veen, Wijk en Aalburg e parte del territorio di Andel, è andato a formare la nuova municipalità di Aalburg.